# Jacques-Désiré Laval
Jacques-Désiré Laval (Croth, 18 settembre 1803 – Port Louis, 9 settembre 1864) è stato un presbitero spiritano francese, missionario presso gli indigeni dell'isola Mauritius. È stato beatificato da papa Giovanni Paolo II nel 1979.
Il suo elogio si legge nel Martirologio romano al 9 settembre.